# Classe Evarts
La classe Evarts, est une classe de quatre-vingt-dix-sept destroyers d'escorte de l'US Navy construits durant la Seconde Guerre mondiale.

## Conception
Le navire de tête était l'USS Evarts, lancé le 7 décembre 1942. Le premier navire à être achevé a été mis en service le 20 janvier 1943 au chantier naval de Boston (Boston Navy Yard) ; il a été livré à la Royal Navy en vertu des dispositions du prêt-bail et est devenu le HMS Bayntun. Les navires de la classe Evarts étaient propulsés par un moteur diesel-électrique avec quatre moteurs diesel montés en tandem avec des moteurs électriques. Les navires étaient préfabriqués dans différentes usines aux États-Unis et les unités étaient rassemblées dans les chantiers navals, où elles étaient soudées sur les cales de halage. La conception originale prévoyait huit moteurs pour 24 noeuds, mais d'autres programmes prioritaires ont imposé l'utilisation de quatre moteurs seulement, ce qui a entraîné un raccourcissement de la coque.
Au total, 105 navires de la classe Evarts ont été commandés, dont 8 ont été annulés par la suite. La marine américaine en a commandé 65, tandis que 32 navires de la classe Evarts ont été livrés à la Royal Navy. Ils sont classés comme frégates et portent le nom de capitaines des guerres napoléoniennes et font partie de la classe Captain avec 46 navires de la classe Buckley.

## Historique
Durant la Première crise du détroit de Taïwan, le 14 novembre 1954, des vedettes-torpilleurs de la Marine de l'APL coulent le destroyer d'escorte Tai Ping (ex-USS Decker (en) de la Classe Evarts) de la Marine de la république de Chine dans les îles Dachen.

## Navires de la Classe
| Nom du navire                         | No de coque | Constructeur           | Mise en cale      | Lancement         | Mise en service    | Hors service      | Destin |
| ------------------------------------- | ----------- | ---------------------- | ----------------- | ----------------- | ------------------ | ----------------- | --- |
| Evarts                                | DE-5        | Boston Navy Yard       | 17 octobre 1942   | 7 décembre 1942   | 5 avril 1943       | 2 octobre 1945    | Hors service à New York, vendu pour la ferraille le 12 juillet 1946 |
| Wyffels                               | DE-6        | Boston Navy Yard       | 17 octobre 1942   | 7 décembre 1942   | 21 avril 1943      | 28 août 1945      | Déclassé et loué à la République de Chine sous le nom de "T'ai Kang" ; Transféré définitivement à la République de Chine en février 1948 et radié du NVR le 12 mars 1948                                                         |
| Griswold                              | DE-7        | Boston Navy Yard       | 27 novembre 1942  | 9 janvier 1943    | 28 avril 1943      | 19 novembre 1945  | Rayé de la liste de la Navy le 5 décembre 1945; vendu pour la ferraille le 27 novembre 1946 |
| Steele                                | DE-8        | Boston Navy Yard       | 27 novembre 1942  | 9 janvier 1943    | 4 mai 1943         | 21 novembre 1945  | Rayé de la liste de la Navy le 5 décembre 1945 |
| Carlson                               | DE-9        | Boston Navy Yard       | 27 novembre 1942  | 9 janvier 1943    | 10 mai 1943        | 10 décembre 1945  | Vendu le 17 octobre 1946 |
| Bebas                                 | DE-10       | Boston Navy Yard       | 27 novembre 1942  | 9 janvier 1943    | 15 mai 1943        | 18 octobre 1945   | Rayé de la liste de la Navy le 1er novembre 1945; vendu pour la ferraille en janvier 1947 |
| Crouter                               | DE-11       | Boston Navy Yard       | 8 février 1942    | 26 janvier 1943   | 25 mai 1943        | 30 novembre 1945  | Vendu pour la ferraille le 25 novembre 1946. Détruit en 1947 |
| Brennan (ex-HMS Bentinck)             | DE-13       | Mare Island Navy Yard  | 28 février 1942   | 22 août 1942      | 20 janvier 1943    | 9 octobre 1945    | Rayé de la liste de la Navy le 24 octobre 1945; vendu pour la ferraille en juillet 1946 |
| Doherty (ex-HMS Berry)                | DE-14       | Mare Island Navy Yard  | 28 février 1942   | 29 août 1942      | 6 février 1943     | 14 décembre 1945  | Vendu le 26 décembre 1946 |
| Austin (ex-HMS Blackwood)             | DE-15       | Mare Island Navy Yard  | 14 mars 1942      | 25 septembre 1942 | 13 février 1943    | 21 décembre 1945  | Rayé de la liste de la Navy le 8 janvier 1946; Démolition terminée au chantier naval de Terminal Island le 9 janvier 1947 |
| Edgar G. Chase (ex-HMS Burges)        | DE-16       | Mare Island Navy Yard  | 14 mars 1942      | 26 septembre 1942 | 20 mars 1943       | 16 octobre 1945   | Rayé de la liste de la Navy le 1er novembre 1945; vendu pour la ferraille le 8 mars 1947 |
| Edward C. Daly (ex-HMS Byard)         | DE-17       | Mare Island Navy Yard  | 1er avril 1942    | 21 octobre 1942   | 3 avril 1943       | 20 décembre 1945  | Rayé de la liste de la Navy le 1er janvier 1946; vendu pour la ferraille le 11 novembre 1946 |
| Gilmore (ex-HMS Calder)               | DE-18       | Mare Island Navy Yard  | 1er avril 1942    | 22 octobre 1942   | 17 avril 1943      | 29 décembre 1945  | Vendu pour la ferraille le 1er février 1947 |
| Burden R. Hastings (ex-HMS Duckworth) | DE-19       | Mare Island Navy Yard  | 15 avril 1942     | 20 novembre 1942  | 1er mai 1943       | 25 octobre 1945   | Rayé de la liste de la Navy le 13 novembre 1945; vendu pour la ferraille le 1er février 1947 |
| Le Hardy (ex-HMS Duff)                | DE-20       | Mare Island Navy Yard  | 15 avril 1942     | 21 novembre 1942  | 15 mai 1943        | 25 octobre 1945   | Vendu pour la ferraille le 26 décembre 1946 |
| Harold C. Thomas (ex-HMS Essington)   | DE-21       | Mare Island Navy Yard  | 30 avril 1942     | 18 décembre 1942  | 31 mai 1943        | 26 octobre 1945   | Vendu pour la ferraille le 25 novembre 1946 |
| Wileman (ex-HMS Foley)                | DE-22       | Mare Island Navy Yard  | 30 avril 1942     | 19 décembre 1942  | 11 juin 1943       | 16 novembre 1945  | Rayé de la liste de la Navy le 28 novembre 1945; vendu pour la ferraille en janvier 1947 |
| Charles R. Greer                      | DE-23       | Mare Island Navy Yard  | 7 septembre 1942  | 18 janvier 1943   | 25 juin 1943       | 2 novembre 1945   | Vendu le 1er février 1947 |
| Whitman                               | DE-24       | Mare Island Navy Yard  | 7 septembre 1942  | 19 janvier 1943   | 3 c1943            | 1er novembre 1945 | Rayé de la liste de la Navy le 16 novembre 1945; vendu pour la ferraille le 31 janvier 1947 |
| Wintle                                | DE-25       | Mare Island Navy Yard  | 1er octobre 1942  | 18 février 1943   | 10 novembre 1943   | 15 novembre 1945  | Rayé de la liste de la Navy le 28 novembre 1945; vendu pour la ferraille le 25 août 1947 |
| Dempsey                               | DE-26       | Mare Island Navy Yard  | 1er octobre 1942  | 19 février 1943   | 24 juillet 1943    | 22 novembre 1945  | Vendu le 18 avril 1947 |
| Duffy                                 | DE-27       | Mare Island Navy Yard  | 29 octobre 1942   | 16 avril 1943     | 5 août 1943        | 9 novembre 1945   | Vendu le 16 juin 1947 |
| Emery (ex-Eisner)                     | DE-28       | Mare Island Navy Yard  | 29 octobre 1942   | 17 avril 1943     | 14 août 1943       | 15 novembre 1945  | Vendu le 21 juillet 1947 |
| Stadtfeld                             | DE-29       | Mare Island Navy Yard  | 26 novembre 1942  | 17 mai 1943       | 26 août 1943       | 15 novembre 1945  | Vendu pour la ferraille en juillet 1947 |
| Martin                                | DE-30       | Mare Island Navy Yard  | 26 novembre 1942  | 18 mai 1943       | 4 septembre 1943   | 19 novembre 1945  | Rayé de la liste de la Navy le 5 décembre 1945; vendu pour la ferraille le 15 mai 1946 |
| Sederstrom (ex-Gillette)              | DE-31       | Mare Island Navy Yard  | 24 décembre 1942  | 15 juin 1943      | 11 septembre 1943  | 15 novembre 1945  | Rayé de la liste de la Navy le 28 novembre 1945; vendu pour la ferraille le 24 novembre 1947 |
| Fleming                               | DE-32       | Mare Island Navy Yard  | 24 décembre 1942  | 16 juin 1943      | 18 septembre 1943  | 10 novembre 1945  | Vendu le 29 janvier 1948 |
| Tisdale                               | DE-33       | Mare Island Navy Yard  | 23 janvier 1943   | 28 juin 1943      | 11 octobre 1943    | 17 novembre 1945  | Rayé de la liste de la Navy le 28 novembre 1945; vendu pour la ferraille le 2 février 1948 |
| Eisele                                | DE-34       | Mare Island Navy Yard  | 23 janvier 1943   | 29 juin 1943      | 18 octobre 1943    | 16 novembre 1945  | Vendu le 29 janvier 1948 |
| Fair                                  | DE-35       | Mare Island Navy Yard  | 24 février 1943   | 27 juillet 1943   | 23 octobre 1943    | 17 novembre 1943  | Transféré à l'U.S. Army le 20 mai 1947 |
| Manlove                               | DE-36       | Mare Island Navy Yard  | 24 février 1943   | 28 juillet 1943   | 8 novembre 1943    | 16 novembre 1945  | Vendu pour la ferraille le 4 décembre 1947 |
| Greiner                               | DE-37       | Puget Sound Navy Yard  | 7 septembre 1942  | 20 mai 1943       | 18 août 1943       | 19 novembre 1945  | Rayé de la liste de la Navy le 5 décembre 1945; vendu pour la ferraille le 10 février 1946 |
| Wyman                                 | DE-38       | Puget Sound Navy Yard  | 7 septembre 1942  | 3 juin 1943       | 1er septembre 1943 | 17 décembre 1945  | Rayé de la liste de la Navy le 8 janvier 1946; vendu pour la ferraille le 16 avril 1947 |
| Lovering                              | DE-39       | Puget Sound Navy Yard  | 7 septembre 1942  | 18 juin 1943      | 17 septembre 1943  | 16 octobre 1945   | Rayé de la liste de la Navy le 1er novembre 1945; vendu pour la ferraille le 31 décembre 1946 |
| Sanders                               | DE-40       | Puget Sound Navy Yard  | 7 septembre 1942  | 18 juin 1943      | 1er octobre 1943   | 19 décembre 1945  | Rayé de la liste de la Navy le 8 janvier 1946; vendu pour la ferraille le 8 mai 1947 |
| Brackett                              | DE-41       | Puget Sound Navy Yard  | 12 janvier 1943   | 1er août 1943     | 18 octobre 1943    | 23 novembre 1945  | Rayé de la liste de la Navy le 5 décembre 1945; vendu pour la ferraille en mai 1947 |
| Reynolds                              | DE-42       | Puget Sound Navy Yard  | 12 janvier 1943   | 1er août 1943     | 1er novembre 1943  | 5 décembre 1945   | Rayé de la liste de la Navy le 19 décembre 1945; vendu pour la ferraille le 28 avril 1947 |
| Mitchell                              | DE-43       | Puget Sound Navy Yard  | 12 janvier 1943   | 1er août 1943     | 7 novembre 1943    | 29 décembre 1945  | Rayé de la liste de la Navy le 29 décembre 1945; vendu pour la ferraille le 11 décembre 1946 |
| Donaldson                             | DE-44       | Puget Sound Navy Yard  | 12 janvier 1943   | 1er août 1943     | 1er décembre 1943  | 5 décembre 1945   | Vendu le 2 juillet 1946 |
| Andres (ex-HMS Capel)                 | DE-45       | Philadelphia Navy Yard | 12 février 1942   | 24 juillet 1942   | 15 mars 1943       | 18 octobre 1945   | Rayé de la liste de la Navy le 1er novembre 1945; vendu pour la ferraille en février 1946 |
| Decker                                | DE-47       | Philadelphia Navy Yard | 1er avril 1942    | 24 juillet 1942   | 3 mai 1943         | 28 août 1945      | Désarmé et loué à la République de Chine sous le nom de "Ta'i Ping" ; Rayé de la liste de la marine et transféré définitivement en Chine le 7 février 1948 ; Coulé par les canonnières communistes chinoises le 14 novembre 1954 |
| Dobler                                | DE-48       | Philadelphia Navy Yard | 1er avril 1942    | 24 juillet 1942   | 17 mai 1943        | 2 octobre 1945    | Vendu pour la ferraille le 12 juillet 1946 |
| Doneff                                | DE-49       | Philadelphia Navy Yard | 1er avril 1942    | 24 juillet 1942   | 10 juin 1943       | 22 décembre 1945  | Rayé de la liste de la Navy le 21 janvier 1946; vendu pour la ferraille le 9 janvier 1947 |
| Engstrom                              | DE-50       | Philadelphia Navy Yard | 1er avril 1942    | 24 juillet 1942   | 21 juin 1943       | 19 décembre 1945  | Vendu le 26 décembre 1946 |
| Seid                                  | DE-256      | Boston Navy Yard       | 10 janvier 1943   | 22 février 1943   | 11 juin 1943       | 14 décembre 1945  | Rayé de la liste de la Navy le 8 janvier 1946; vendu pour la ferraille en janvier 1947 |
| Smartt                                | DE-257      | Boston Navy Yard       | 10 janvier 1943   | 22 février 1943   | 18 juin 1943       | 5 octobre 1945    | Rayé de la liste de la Navy le 24 octobre 1945; vendu pour la ferraille le 12 juillet 1946 |
| Walter S. Brown                       | DE-258      | Boston Navy Yard       | 10 janvier 1943   | 22 février 1943   | 25 juin 1943       | 4 octobre 1945    | Rayé de la liste de la Navy le 24 octobre 1945 |
| William C. Miller                     | DE-259      | Boston Navy Yard       | 10 janvier 1943   | 22 février 1943   | 2 juillet 1943     | 21 décembre 1945  | Rayé de la liste de la Navy le 8 janvier 1946; vendu pour la ferraille le 12 avril 1947 |
| Cabana                                | DE-260      | Boston Navy Yard       | 27 janvier 1943   | 10 mars 1943      | 9 juillet 1943     | 9 janvier 1946    | Vendu le 13 mai 1947 |
| Dionne                                | DE-261      | Boston Navy Yard       | 27 janvier 1943   | 10 mars 1943      | 16 juillet 1943    | 18 janvier 1946   | Vendu le 12 juin 1947 |
| Canfield                              | DE-262      | Boston Navy Yard       | 23 février 1943   | 6 avril 1943      | 22 juillet 1943    | 21 décembre 1945  | Vendu le 12 juin 1947 |
| Deede                                 | DE-263      | Boston Navy Yard       | 23 février 1943   | 6 avril 1943      | 29 juillet 1943    | 9 janvier 1946    | Vendu le 12 juin 1947 |
| Elden                                 | DE-264      | Boston Navy Yard       | 23 février 1943   | 6 avril 1943      | 4 août 1943        | 18 janvier 1946   | Vendu le 12 juillet 1947 |
| Cloues                                | DE-265      | Boston Navy Yard       | 23 février 1943   | 6 avril 1943      | 10 août 1943       | 26 novembre 1945  | Vendu le 22 mai 1947 |
| Lake                                  | DE-301      | Mare Island Navy Yard  | 22 avril 1943     | 18 août 1943      | 5 février 1944     | 3 décembre 1945   | Vendu pour la ferraille le 14 décembre 1946 |
| Lyman                                 | DE-302      | Mare Island Navy Yard  | 22 avril 1943     | 18 août 1943      | 19 février 1944    | 5 décembre 1945   | Vendu pour la ferraille le 26 décembre 1946 |
| Crowley                               | DE-303      | Mare Island Navy Yard  | 24 mai 1943       | 22 septembre 1943 | 25 mars 1944       | 3 décembre 1945   | Vendu le 21 décembre 1946 |
| Rall                                  | DE-304      | Mare Island Navy Yard  | 24 mai 1943       | 23 septembre 1943 | 8 avril 1944       | 11 décembre 1945  | Rayé de la liste de la Navy le 3 janvier 1946; vendu pour la ferraille le 18 mars 1947 |
| Halloran                              | DE-305      | Mare Island Navy Yard  | 21 juin 1943      | 14 janvier 1944   | 27 mai 1944        | 2 novembre 1945   | Rayé de la liste de la Navy le 28 novembre 1945; vendu pour la ferraille le 7 mars 1947 |
| Connolly                              | DE-306      | Mare Island Navy Yard  | 21 juin 1943      | 15 janvier 1944   | 8 juillet 1944     | 22 novembre 1945  | Vendu pour la ferraille le 20 mai 1946 |
| Finnegan                              | DE-307      | Mare Island Navy Yard  | 5 juillet 1943    | 22 février 1944   | 19 août 1944       | 27 novembre 1945  | |
| O'Toole                               | DE-527      | Boston Navy Yard       | 25 septembre 1943 | 2 novembre 1943   | 22 janvier 1944    | 18 octobre 1945   | Rayé de la liste de la Navy le 1er novembre 1945; vendu pour la ferraille en mars 1946 |
| John J. Powers                        | DE-528      | Boston Navy Yard       | 25 septembre 1943 | 2 novembre 1943   | 29 février 1944    | 16 octobre 1945   | Vendu pour la ferraille en 1946 |
| Mason                                 | DE-529      | Boston Navy Yard       | 14 octobre 1943   | 17 novembre 1943  | 20 mars 1944       | 12 octobre 1945   | Rayé de la liste de la Navy le 1er novembre 1945; vendu pour la ferraille 18 mars 1947 |
| John M. Bermingham                    | DE-530      | Boston Navy Yard       | 14 octobre 1943   | 17 novembre 1943  | 8 avril 1944       | 12 octobre 1945   | Vendu pour la ferraille en mars 1946 |